# Valeria Valeri
Valeria Valeri (Róma, 1921. december 8. – Róma, 2019. június 10.) olasz színésznő.

## Filmjei
Mozifilmek
- Lo zappatore (1950)
- Adriana Lecouvreur (1955)
- Siamo tutti pomicioni (1963)
- Lo scippo (1965)
- Szerelmünk évszakai (Le stagioni del nostro amore) (1966)
- Én és Caterina (Io e Caterina) (1980)
- Il carabiniere (1981)
- Non c'è più niente da fare (2007)
- A Natale mi sposo (2010)
- Mr. Teddy (2012)

Tv-filmek
- Il cadetto Winslow (1954)
- La maestrina (1956)
- Il borghese gentiluomo (1959)
- Processo di famiglia (1959)
- Tre sorelle (1959)
- Giuseppe Verdi (1963)
- Antonello capobrigante calabrese (1964)
- Antonio e Cleopatra (1965)
- La paura delle botte (1967)
- Gli ultimi cinque minuti (1968)
- L'amor glaciale (1971)
- Anche i bancari hanno un'anima (1979)
- Mindörökké Júlia (Disperatamente Giulia) (1989)
- La tassista (2004)
- Una famiglia in giallo (2005)

Tv-sorozatok
- Il giornalino di Gian Burrasca (1964–1965, hat epizódban)
- La famiglia Benvenuti (1968–1970, 13 epizódban)
- Qualcuno bussa alla porta (1970, egy epizódban)
- Compagni di scuola (2001, 26 epizódban)
- Manara felügyelő (Il commissario Manara) (2009–2011, 22 epizódban)